# Municipio de Greenwood (condado de Clare)
El municipio de Greenwood (en inglés: Greenwood Township) es un municipio ubicado en el condado de Clare en el estado estadounidense de Míchigan. En el año 2010 tenía una población de 1041 habitantes y una densidad poblacional de 11,32 personas por km².

## Geografía
El municipio de Greenwood se encuentra ubicado en las coordenadas 44°1′26″N 84°53′57″O / 44.02389, -84.89917. Según la Oficina del Censo de los Estados Unidos, el municipio tiene una superficie total de 91.95 km², de la cual 91,16 km² corresponden a tierra firme y (0,86 %) 0,79 km² es agua.

## Demografía
Según el censo de 2010, había 1041 personas residiendo en el municipio de Greenwood. La densidad de población era de 11,32 hab./km². De los 1041 habitantes, el municipio de Greenwood estaba compuesto por el 98,37 % blancos, el 0,29 % eran afroamericanos, el 0,1 % eran amerindios, el 0,29 % eran asiáticos, el 0,19 % eran de otras razas y el 0,77 % eran de una mezcla de razas. Del total de la población el 1,25 % eran hispanos o latinos de cualquier raza.